# John Dobson (architecte)
John Dobson (9 décembre 1787 - 8 janvier 1865) est un architecte anglais du XIXe siècle dans la tradition néoclassique. Il est l'architecte le plus connu du Nord de l'Angleterre. Les églises et les maisons qu'il a construits parsèment le nord-est, notamment Nunnykirk Hall, Meldon Park, Mitford Hall, Lilburn Tower, l'église St John the Baptist à Otterburn, Northumberland et le château de Beaufront. Au cours de sa carrière, il a conçu plus de 50 églises et 100 maisons privées. Il est surtout connu pour avoir conçu la gare de Newcastle et pour son travail avec Richard Grainger développant le centre de Newcastle dans un style néoclassique.

## Biographie
Dobson est né le 9 décembre 1787 à High Chirton, North Shields, dans The Pineapple Inn (un bâtiment antérieur sur le même site). Il est le fils d'un maraîcher aisé, [John Dobson, dont la femme s'appelle Margaret], et le jeune Dobson fait ses études à Newcastle. Dès son plus jeune âge, il a un don exceptionnel pour le dessin. Âgé de 11 ans, il exécute des dessins pour un tisserand de damas local. À l'âge de 15 ans, il est placé comme élève chez David Stephenson (en), le principal architecte-constructeur de Newcastle, concepteur de l'église All Saints et du théâtre royal original qui se trouvait dans Mosley Street. En 1810, âgé de 23 ans, Dobson termine ses études. Il décide alors de se rendre à Londres pour étudier l'art et devient l'élève de John Varley l'aquarelliste. Il est fortement encouragé par des amis à rester et à travailler à Londres, mais en 1811, il est de retour à Newcastle et aide Sir Charles Monck à concevoir Belsay Hall. Monck est un passionné de l'art et de l'architecture grecs, et on pense que c'est lui qui a fortement influencé Dobson à adopter ce style d'architecture dans tant de ses futures œuvres. À cette époque, à part Ignatius Bonomi dans le comté de Durham, il est le seul architecte en exercice entre York et Édimbourg. On ne sait pas sans aucun doute quel est le premier bâtiment de Dobson, mais la fille de Dobson soutient qu'il s'agit de North Seaton Hall, près d'Ashington, construit en 1813 et démoli en 1960.
Dobson épouse Isabella, fille aînée d'Alexander Rutherford de Warburton House, Gateshead, une dame de grand talent artistique, étant une excellente peintre de miniatures. Ils ont trois fils et cinq filles. Son plus jeune fils, Alexander, hérite du génie artistique de son père et obtient le premier prix d'architecture au University College. Il venait de retourner au bureau de son père plein d'enthousiasme pour travailler lorsqu'il est tué dans la grande explosion sur le quai de Gateshead le 4 octobre 1854.

## Maisons de campagne
Bien que Dobson soit très polyvalent et puisse construire des maisons de style gothique ou Tudor si ses clients le souhaitent, son style préféré est le géorgien. Ses maisons de campagne sont trop peu connues, principalement parce qu'elles ne sont pas assez grandes pour être ouvertes au public, et sont souvent encore entre des mains privées cachées derrière un parc et des arbres. Les caractéristiques remarquables de ses maisons sont l'utilisation de beaux portiques d'entrée en grès doré, à piliers corinthiens ou ioniques, d'élégants escaliers avec de belles balustrades en fer forgé menant à une galerie supérieure avec une balustrade en fer du même dessin, et le hall ayant un plafond en dôme et des verrières. Souvent, comme à Nunnykirk Hall et Longhirst Hall, la conception du rez-de-chaussée comprend une extrémité incurvée ou en arc sur un côté de la maison. Dans toutes les maisons que Dobson a conçues, la qualité de la maçonnerie est superbe et on pense qu'il a utilisé la même équipe de tailleurs de pierre. On pense également que cela s'appliquait à d'autres artisans qu'il employait.

## Plans pour Newcastle
En 1824, plusieurs années avant Richard Grainger, Dobson propose au conseil des plans pour l'achat et le développement d'Anderson Place au centre de Newcastle. Dobson propose une maison de maître comme un « palais civique » et de grandes places reliées par de larges rues bordées d'arbres. Si le plan de Dobson avait été accepté, il aurait conduit à un centre-ville encore plus élégant que celui de Grainger. Cependant, le plan de Dobson était extrêmement coûteux et il manque de soutien financier. Grainger prouve qu'il avait plus de sens des affaires en présentant ses propres plans pour Newcastle et en les faisant accepter.

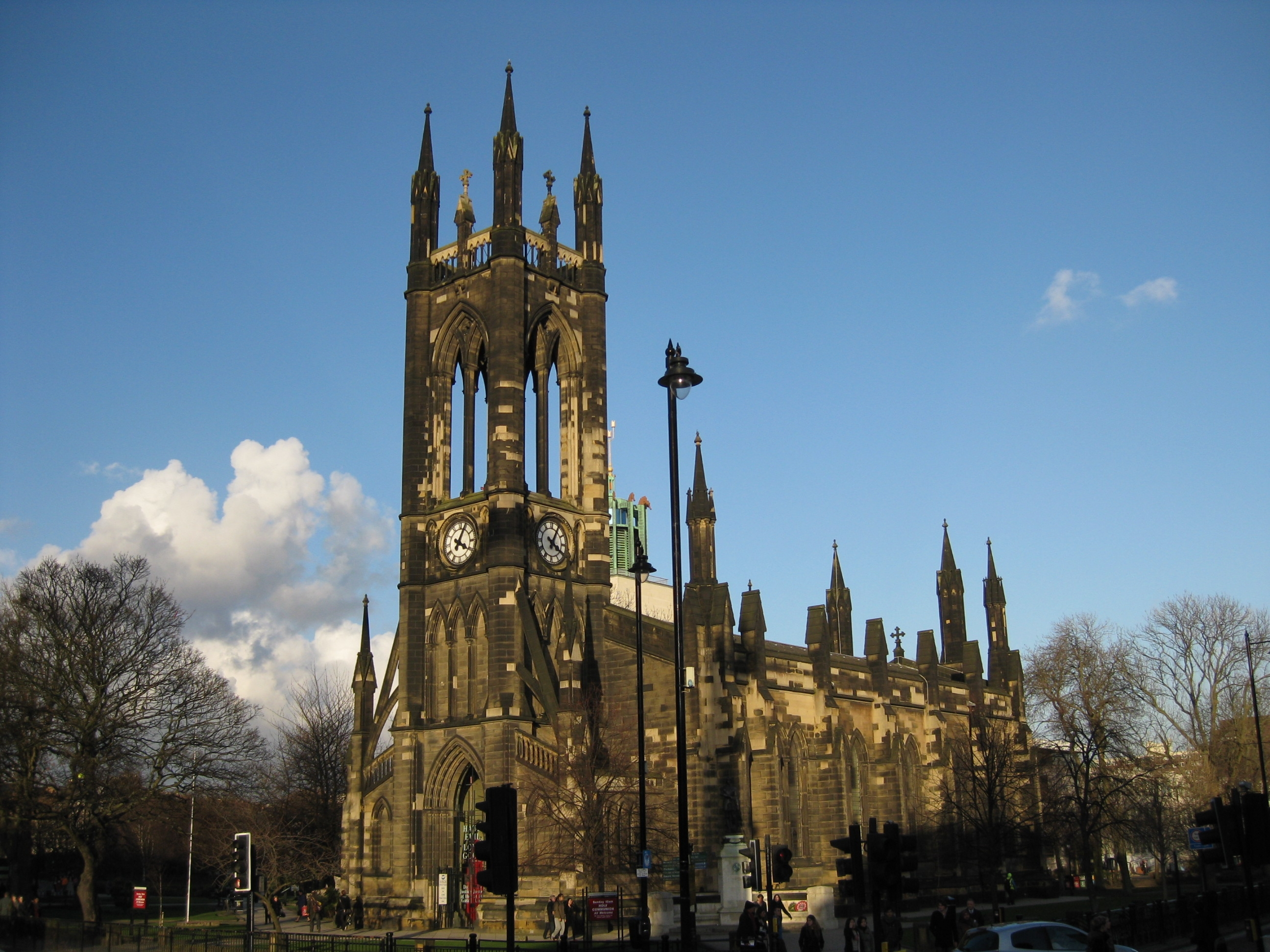
St Thomas le Martyr, Newcastle, par John Dobson

En 1820, le conseil décide de démolir la chapelle Saint-Thomas le Martyr à l'extrémité nord du pont Tyne. Cela devait permettre d'élargir la route. Pour la remplacer, le conseil décide d'ériger une nouvelle chapelle à Barras Bridge sur Magdalene Meadow, qui appartient à l'hôpital St Marie de Magdala. Dobson conçoit la nouvelle chapelle en 1827 dans le style gothique modifié. La construction est achevée en 1830. La construction coûte 6 000 £. Une nouveauté est la tour creuse. Incidemment, la chapelle démolie est remplacée par le Watergate Building, Sandhill, également conçu par John Dobson.

## Gare centrale

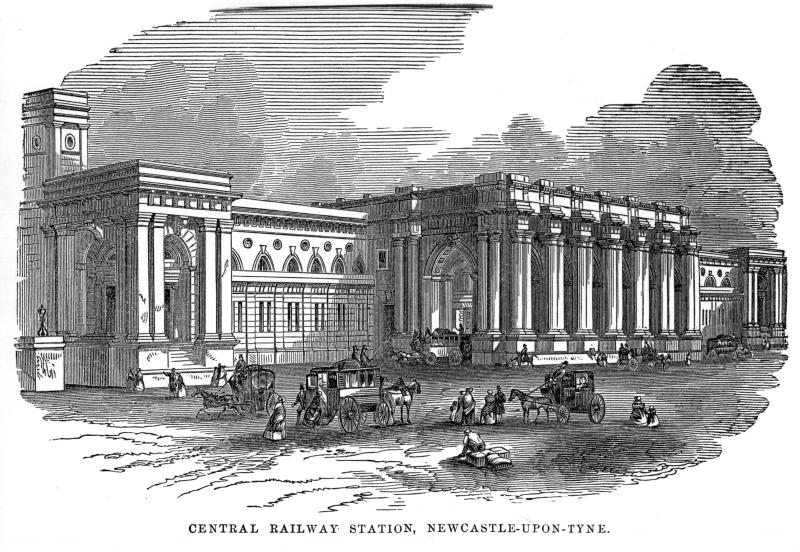
Gare de Newcastle, par John Dobson mais avec un portique ultérieur par Thomas Prosser

En 1849, le pont de haut niveau est construit sur la rivière Tyne, amenant le chemin de fer à Newcastle et au nord de l'Écosse. Une gare suffisamment impressionnante est nécessaire pour une ville prospère comme Newcastle, et Dobson la prévoit dans ses plans. Son plan original de 1848 montre une façade ornée avec un immense portique à doubles colonnades et une tour à l'italienne à l'extrémité est. Derrière cela se trouve un énorme hangar de train composé de trois toits en verre arqués construits dans une courbe sur un 800 pieds (243,8 m) rayon. Cette conception remporte un prix à l'Exposition de Paris de 1858. Malheureusement, Dobson est contraint de modifier ses plans pour produire un portique beaucoup moins important et supprimer la tour à l'italienne. La gare est achevée en 1850 sans le portique prévu et ce n'est qu'en 1863 que celui-ci est ajouté.
John Dobson défend le rôle de l'architecte dans la construction des gares, et son Newcastle Central est considéré par beaucoup comme le meilleur d'Angleterre. Selon Gordon Biddle et Oswald Nock dans The Railway Heritage of Britain : « Sans aucun doute, il aurait été l'un des plus beaux bâtiments classiques du XIXe siècle en Europe s'il avait été achevé… Même ainsi, Newcastle Central est aujourd'hui magnifique à l'intérieur pour sa combinaison spectaculaire de courbes et à l'extérieur pour sa taille et sa longueur. Le hangar de train à Newcastle, déclarent les auteurs, est le premier des grands toits voûtés et représente un pas en avant audacieux qui a été copié par d'autres. C'est la première utilisation de nervures en fer laminé malléable - en fait la première grande voûte en verre et en fer en Angleterre, antérieure au Crystal Palace. Gibson Kyle (en), le neveu de Dobson, est commis aux travaux sur ce projet.

## L'arcade royale
En 1830, Richard Grainger propose au conseil municipal l'érection d'une bourse aux grains sur un site au bas de Pilgrim Street, en face de Mosley Street. Ce plan est rejeté mais Grainger décide d'aller de l'avant et d'y construire une galerie marchande à la place. John Dobson produit le design basé sur une élégante galerie marchande de Londres et il est achevé en 1832. Il est conçu comme deux immeubles de bureaux, l'un face à Pilgrim Street et l'autre face à Manor Chare. Reliant les deux se trouve un bloc étroit formant l'arcade elle-même. La façade avant avait six colonnes corinthiennes cannelées. L'intérieur de l'arcade était de 250 pieds (76,2 m) long avec un plafond voûté décoré dans le style grec et avec plusieurs lucarnes en forme de dôme. L'ensemble du design est conçu comme une expérience de magasinage élégante. La Royal Arcade n'a pas été un succès commercial, car elle était trop éloignée des principales zones commerçantes du centre-ville. Bien que la démolition ait été envisagée dès les années 1880, l'arcade survit jusqu'aux années 1960.

## Place Eldon
En 1824, Dobson est chargé par Richard Grainger de produire des dessins pour Eldon Square. La conception comporte trois terrasses faisant face à une place centrale, chaque terrasse étant de deux étages et demi. Les terrasses est et ouest se composent de 27 baies de fenêtres, tandis que la terrasse nord compte 39 baies. Les premiers étages ont des balcons continus en fonte avec une décoration de chèvrefeuille grec. Au-delà de cela et des pilastres doriques géants au bout de chaque terrasse, il n'y a pas d'autre décoration, de sorte que l'effet d'ensemble est très simple et propre. Les terrasses sont recouvertes de pierres de taille finement taillées, ce qui constitue une nette amélioration par rapport au stuc largement utilisé dans l'architecture londonienne de l'époque. Seule la terrasse est subsiste, car les deux autres ont été démolies en 1973 pour faire place au centre commercial Eldon Square.

## Marché Grainger

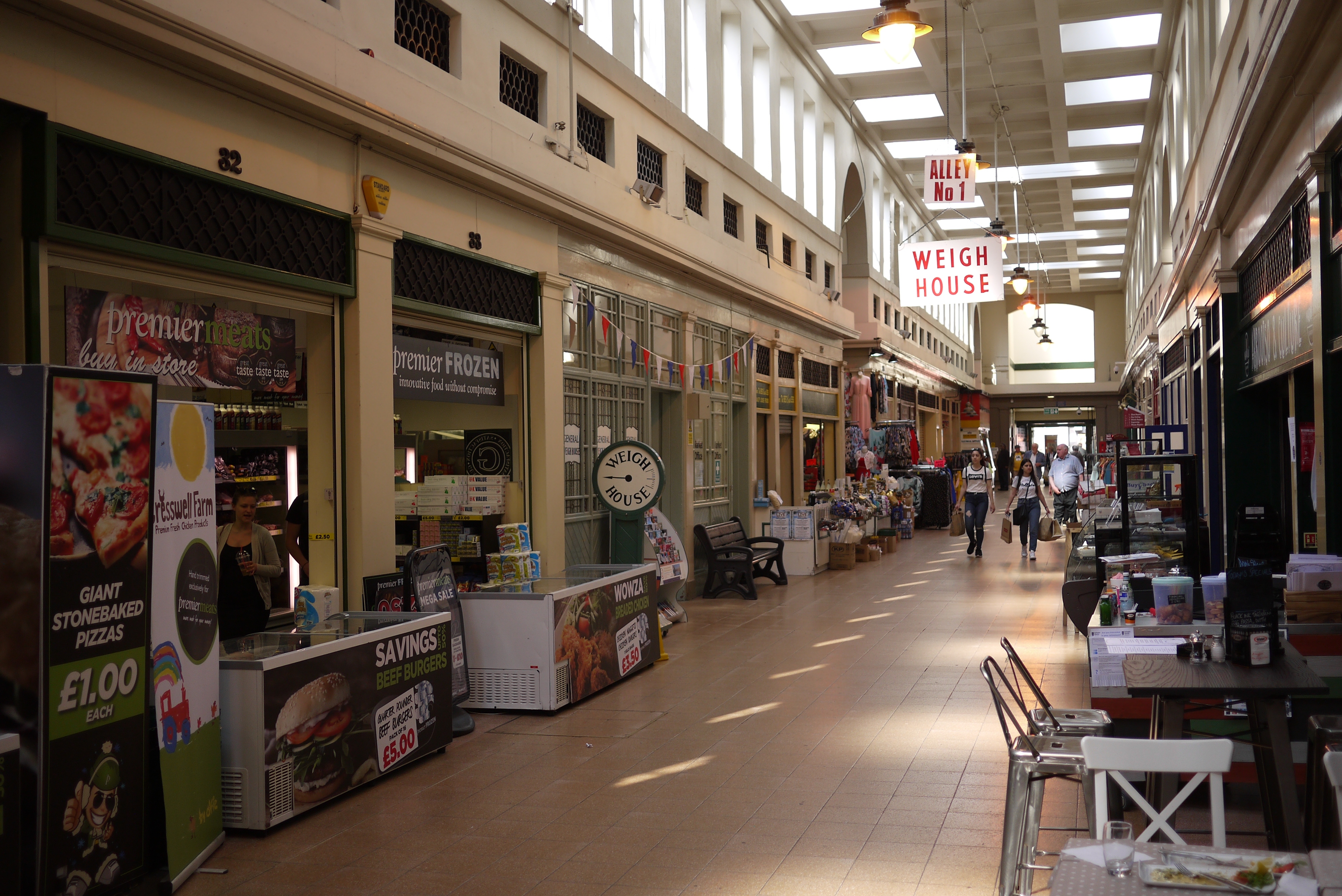
Intérieur du marché Grainger, Newcastle, par John Dobson

Les plans de Grainger pour le développement du centre-ville de Newcastle impliquent la démolition du marché de la Viande existant. Grainger propose donc de construire un nouveau marché aux viandes et un marché aux légumes. Le marché de la viande est placé entre deux des nouvelles rues, Grainger Street et Clayton Street, et le marché aux légumes est placé du côté ouest de Clayton Street. Les deux sont conçus par Dobson. Le marché de la viande a des arcades à pilastres, 360 fenêtres, des impostes et des corniches en bois, et quatre avenues chacune de 338 pieds (103 m) de long. Il compte 180 boucheries à son ouverture. Le marché aux légumes reçoit une configuration à aire ouverte, de 318 pieds (96,9 m) de long, 57 pieds (17,4 m) de large et 40 pieds (12,2 m) haut, avec un beau toit en bois. En 1835, pour fêter l'ouverture des marchés, un grand dîner est donné au marché aux légumes, réunissant 2 000 convives et présidé par le maire. Étonnamment, dans les discours d'après-dîner, aucune mention n'est faite de Dobson.

## Grey Street
Le couronnement du plan de Grainger pour le développement de Newcastle devait être une nouvelle rue menant de Dean Street à l'intersection de Blackett Street. Initialement appelée Upper Dean Street, elle est finalement rebaptisée Grey Street. Dobson se voit attribuer à l'origine le mérite de la conception de toute la rue par Pevsner, peut-être en raison des affirmations de sa fille, mais on pense maintenant que Dobson n'est responsable que du côté est de la rue de Shakespeare Street à Mosley Street, et que les architectes du bureau de Grainger, John Wardle et George Walker, ont conçu le côté ouest.

## Contribution à la ville de Grainger

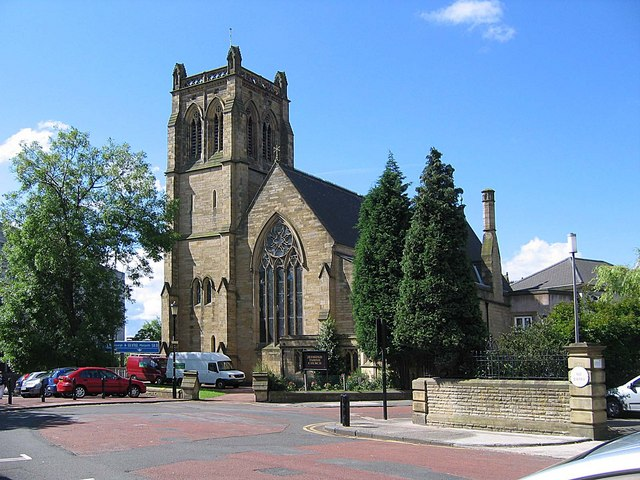
Église paroissiale de Jesmond, par John Dobson

Le plan global de Grainger Town est celui de Grainger. Grainger a également exercé un contrôle étroit sur la qualité du travail. John Dobson se voit attribuer une grande partie du crédit pour la conception détaillée, mais d'autres architectes apportent des contributions importantes, en particulier Thomas Oliver et John et Benjamin Green. De plus, beaucoup de travail est effectué par deux architectes du bureau de Grainger, John Wardle et George Walker. Ces deux derniers ont conçu le côté ouest de Grey Street, ainsi que Grainger Street, Clayton Street et Market Street. Une grande confusion a été causée par la fille de Dobson, Jane, qui a souvent revendiqué le mérite en son nom pour le travail effectué par d'autres architectes. Par exemple, elle affirme que Dobson a conçu Leazes Terrace et Leazes Crescent alors qu'en fait, ils ont été conçus par Thomas Oliver.

## Dernières années
L'épouse de Dobson, Isabella, est décédée en 1846, à l'âge de 51 ans. En 1859, alors qu'il a 72 ans, il est élu premier président de la toute nouvelle Northern Architectural Association. Il prend sa retraite du travail actif en 1863 après avoir subi un accident vasculaire cérébral, dont il ne s'est jamais complètement remis. Il est allé vivre un temps à Ryton. Il meurt le 8 janvier 1865, à l'âge de 77 ans, à son domicile du 15 New Bridge Street. Il laisse une confortable fortune de 16 000 £. La maison où Dobson est mort existe toujours mais est devenue par la suite les Oxford Galleries, puis une série de boîtes de nuit. Elle est entièrement restaurée en 2019.
Il est enterré au vieux cimetière de Jesmond où un mémorial est érigé vers 1905.

## Liste des œuvres majeures avec dates
- Belsay Hall (en tant qu'assistant de Sir Charles Monck), Belsay (1810-1817)[16]
- L'église presbytérienne écossaise, North Shields (plus tard une salle de l'Armée du salut)[17]
- Newbrough Hall (1812)
- North Seaton Hall près d'Ashington (1813) (démoli en 1960)
- Prestwick Lodge (plus tard Prestwick Hall), Ponteland (1815)
- Sandyford Park (plus tard Nazareth House), Newcastle (1817)
- Doxford Hall près d'Embleton (1818)[18]
- Morpeth Gaol and Courthouse (1822–1828), la prison est démolie en 1891 mais le palais de justice existe toujours[19]
- Prison de Newcastle, Carliol Square (1823), (démolie en 1925)[20],[21],[22]
- Angerton Hall, Hartburn (1823)
- Mitford Hall, Mitford (1823-1829)[23]
- Eldon Square, Newcastle (1824-1826), (partiellement démoli en 1969, nos 1-4 restent)
- Nunnykirk Hall, près de Netherwitton (1825)
- Église de St Thomas le Martyr, Barras Bridge, Newcastle (1825)
- De nombreuses maisons, villas et terrasses dans la région de New Bridge / Pandon, Newcastle (années 1820) (de celles-ci, seule la maison de Dobson à New Bridge Street West subsiste)
- Hôpital, New Bridge Street, Newcastle (1826)[24]
- Église écossaise, rue North Bridge, Monkwearmouth (1827) (démolie en 1891)
- Place Sainte-Marie, Newcastle (1829)[25]
- Longhirst Hall, près de Morpeth (1824)[26]
- Tours Benwell, Newcastle (1831)[27]
- Royal Arcade, Newcastle (1831-1832), (démoli en 1969)
- Meldon Park, près de Morpeth (1832)[23]
- Abbaye de Holmes Eden, Wetheral, (1833-1837)[16]
- Marché Grainger, Newcastle (1835)
- Nos 18 - 96 (pair) Grey Street, Newcastle (1836)
- Château de Beaufront, paroisse de Sandhoe, près de Hexham (1835-1841)
- Cimetière général de Newcastle (plus tard cimetière de Jesmond) (1839)
- Carlton Terrace, Jesmond, Newcastle (1840)[28]
- Maison du gardien du marché et bureau du marché aux bestiaux, Newcastle (1842)
- Lilburn Towers, près de Wooler (1842)
- Église Saint-Jacques, Newcastle, (1833)[29]
- Collingwood Monument (base et socle), Tynemouth, (1845)[30]
- Hôtel Royal Station, Newcastle, (1847-1850)
- Flax Mill (aujourd'hui maison publique de Cluny), Ouseburn Valley (1848)[31]
- Église de St Cuthbert, Consett, (1849-1850)
- Gare centrale, Newcastle (1849-1850)
- Dénés d'Elswick, Newcastle (1850)
- Barber Surgeons Hall, Newcastle (1851)[32]
- Aile Dobson de l'infirmerie de Newcastle, Newcastle (1852-1855)[33] (démolie en 1954)
- Musée et galerie d'art de Warrington, Warrington 1855-1857
- Cimetière de Hartlepool, maintenant connu sous le nom de réserve naturelle locale du cimetière de Spion Kop (vers 1856)
- Église Clayton Memorial (église paroissiale de Jesmond), Jesmond, Newcastle (1857-1861)[34]
- Église Saint-Édouard le Confesseur, Sudbrooke, Lincolnshire (1860)
- Salle de banquet Jesmond Dene, Newcastle (1860-1862)